# Juan Ramón Martínez
Juan Ramón Martínez (ur. 20 kwietnia 1948 w San Miguel, zm. 4 sierpnia 2024) – salwadorski piłkarz, reprezentant kraju grający na pozycji napastnika. 

## Kariera klubowa
Juan Ramón Martínez podczas kariery piłkarskiej występował w klubach Águila San Miguel i Juventud Olímpica Metalio.

## Kariera reprezentacyjna
Juan Ramón Martínez grał w reprezentacji Salwadoru w latach sześćdziesiątych i siedemdziesiątych. W 1968 roku wystąpił na igrzyskach olimpijskich w Meksyku, gdzie wystąpił w przegranych meczach z Izraelem, Węgrami i zremisowanym z Ghaną. 
W 1968 i 1969 roku uczestniczył w eliminacjach mistrzostw świata 1970. Na mundialu w Meksyku wystąpił w spotkaniach Meksykiem i Belgią.
W 1976 roku uczestniczył w eliminacjach mistrzostw świata 1978.